# Трьох потрібно прибрати
«Трьох потрі́бно прибра́ти», також «Трьох тре́ба усу́нути» (фр. Trois Hommes à abattre) — французький кримінальний фільм режисера Жака Дере, який вийшов у 1980 році. Це дуже вільна адаптація роману 1976 року «Le Petit Bleu de la côte ouest» Жана-Патріка Маншета.

## Сюжет
Проїжджаючи вночі на автомобілі через ліс професійний картярський гравець в покер Мішель Жерфо (Ален Делон) помічає розбитий автомобіль, а в ньому закривавленого чоловіка. Він відвозить жертву дорожньої аварії до лікарні, а сам їде додому, де на нього чекає його кохана Беа (Даліла ді Ладзаро). Незабаром він довідується, що чоловік в лікарні помер і як виявляється він був поранений двома кулями в живіт. Насправді цей чоловік, а пізніше і двоє його колег, стали жертвами конфліктів у середовищі нелегальних торговців зброєю …

## Ролі виконують
- Ален Делон — Мішель Жерфо
- Даліла ді Ладзаро — Беа
- Мішель Оклер — Лепранс
- Паскаль Робертс[fr] — мадам Борель
- Лін Шардонне[fr] — медсестра на картотеці
- Жан-П'єр Дарра[fr] — інспектор Шокар
- Бернар ле Кок — Ґасовіц
- П'єр Дюкс[fr] — Лепранс
- Сімона Ренан — мадам Жерфо

## Навколо фільму
- Фільм зайняв 16 місце у французькому прокаті в 1980 році, було продано 2 194 795 квитків.
- Фільм «Трьох потрібно прибрати» (1980) є першою з трьох екранізацій, які Ален Делон зробив на основі романів Жана Патріка Манчетта. Два інші це «За шкуру поліцейського» (1981) і «Шок» (1982).[5]
- У Японії, де Ален Делон дуже популярний, дистрибютори вирізали фінальну сцену фільму, щоб закінчення було щасливим.[6]